# Laticilla cinerascens
Laticilla cinerascens là một loài chim trong họ Pellorneidae, trước đây xếp trong họ Cisticolidae với danh pháp Prinia cinerascens.